# Pralina

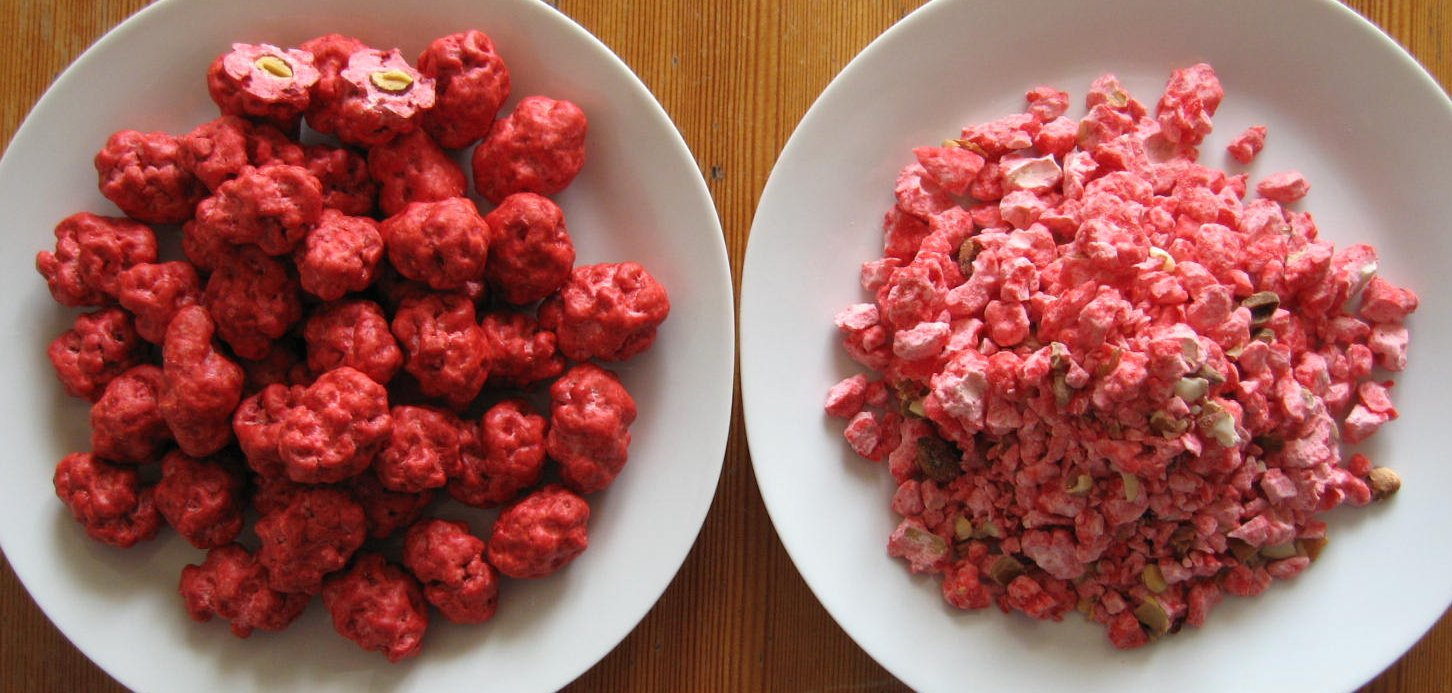
Pralines franceses de color rosa, a l'esquerra amb ametlles senceres i a la dreta en trossos.

La pralina (en francès praline pronunciat ''pralín'') és una llaminadura francesa elaborada amb una ametlla torrada recoberta de sucre caramel·litzat que pot ser acolorida (generalment en vermell i rosa) i aromatitzada de diverses maneres. És similar a l'ametlla ensucrada de la cuina espanyola. La pralina és una especialitat de la ciutat francesa de Montargis.
Les pralines són també bombons de xocolata farcits inventats a Bèlgica. Als Estats Units les pralines són una especialitat tradicional de la Nova Orleans, basada en la recepta de les pralines franceses que els emigrants francesos van portar amb si al nou món.

## Aclariments sobre el nom
És freqüent de confondre-la amb el pralinat (praliné en francès), una preparació pastosa i oliosa de pastisseria i confiteria elaborat amb ingredients similars. Aquesta s'aconsegueix mitjançant la ratlladura d'ametlles o d'avellanes amb sucre i cacau, i serveix de base per al farciment de bombons o pastissos.
En la major part dels països el mot 'praline' s'empra com a significat d'aquesta preparació ratllada, o fins i tot la pasta empleada en el farciment de bombons de xocolata, per tant la paraula s'empra com una sinècdoque a Holanda, Alemanya, una part de França i a Bèlgica per areferir-se a la pralina com un bombó de xocolata de farcit en general. En el Regne Unit, el terme es refereix generalment a aquest farcit i manca de seny o és menys entès com la 'praline' francesa, és a dir una ametlla caramel·litzada.

## Lespralinesde França

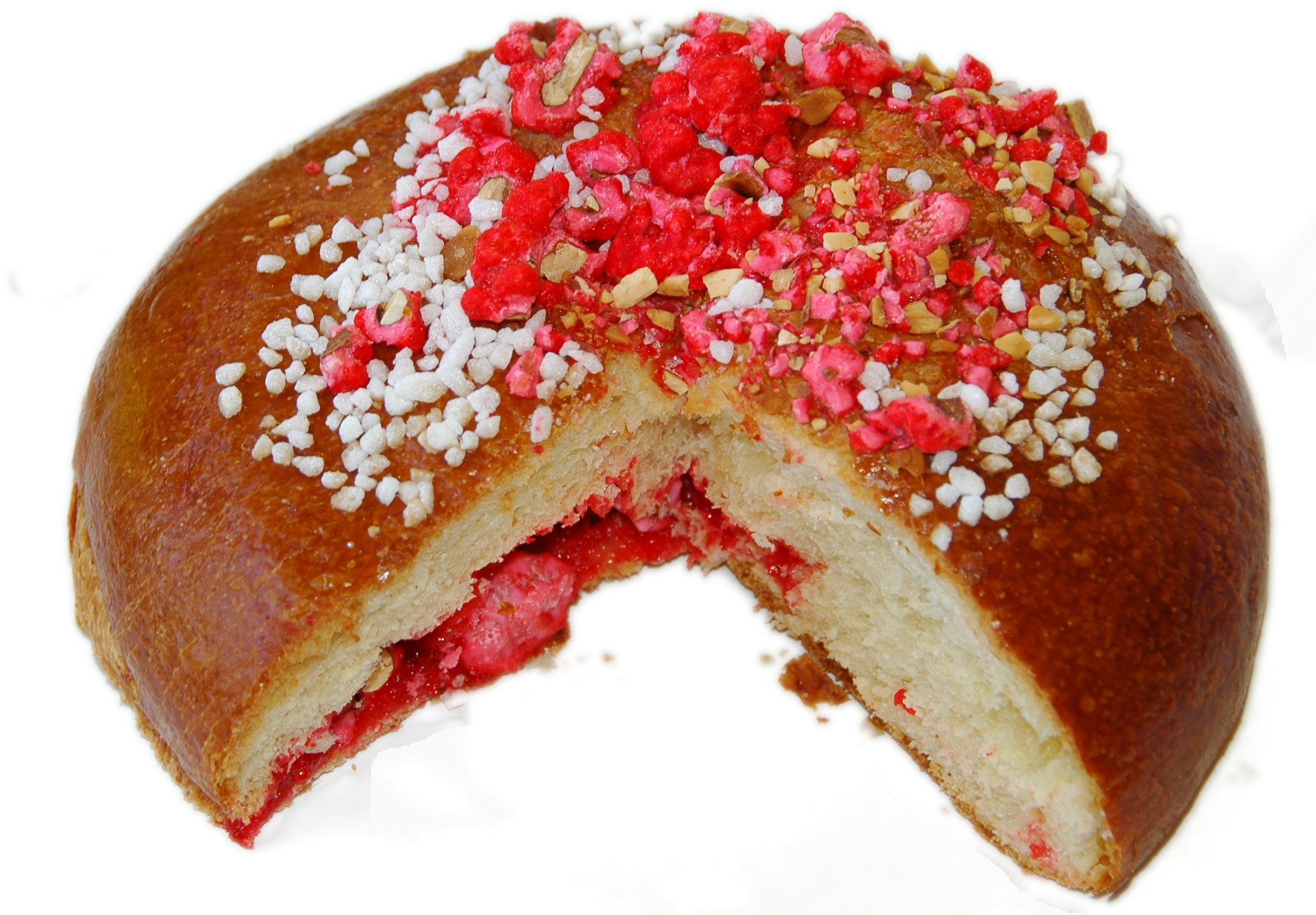
Saint-Genix: brioche amb pralines.

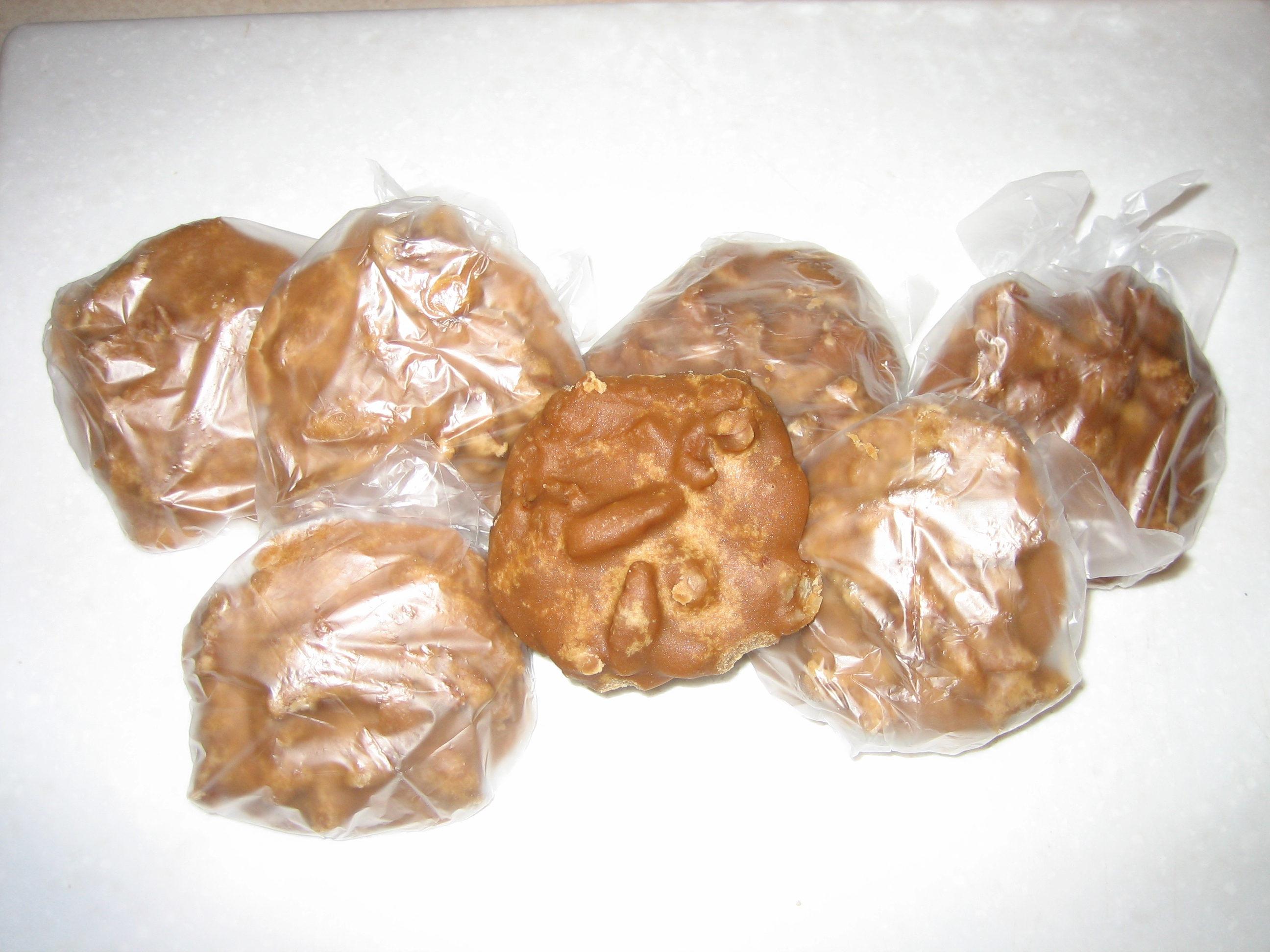
Pralines de la Nova Orleans.

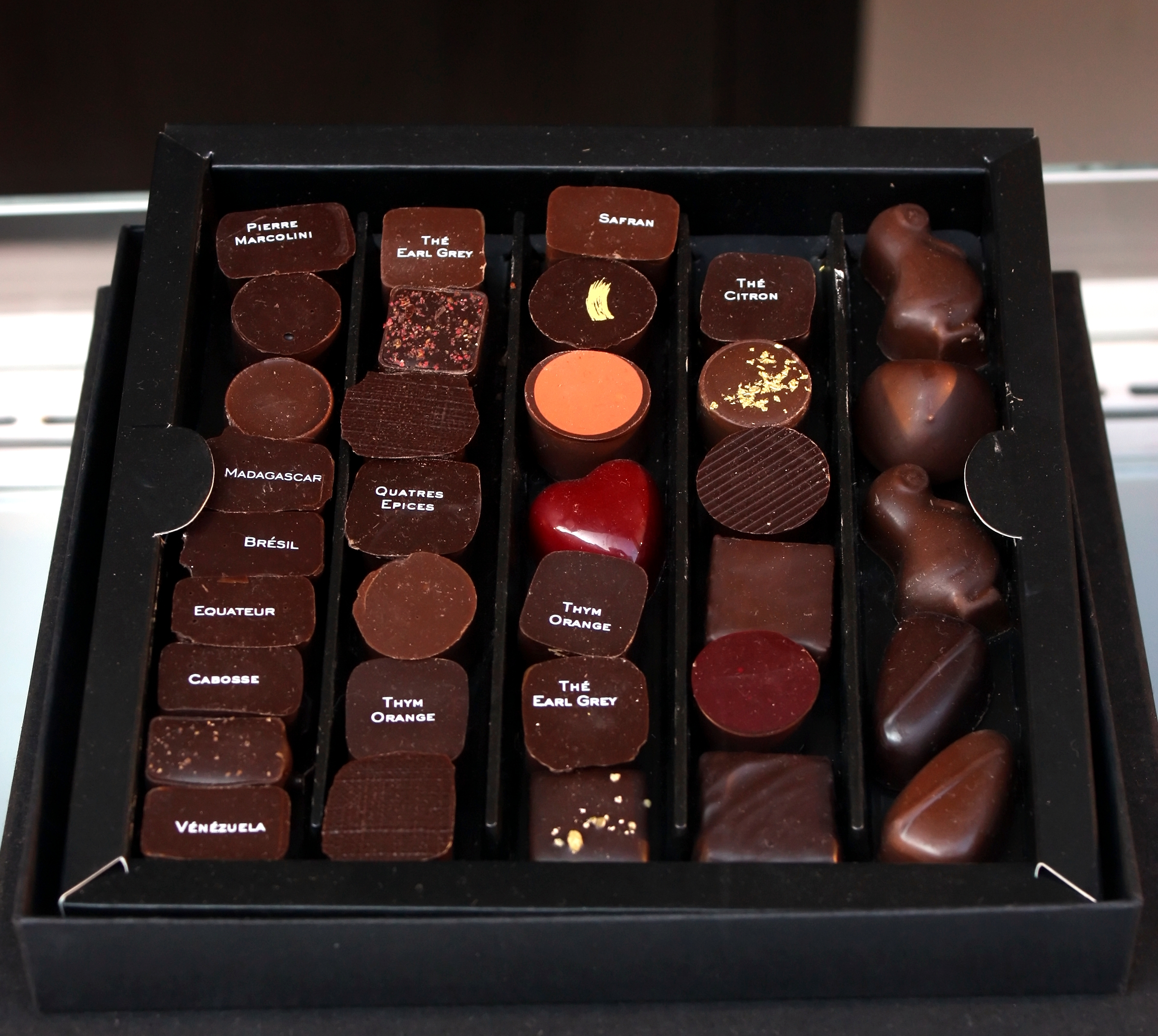
Pralines de Bèlgica.

La invenció i el nom de la pralina de Montargis (originàriament s'escrivia prasline) són discutits. Segons la versió més admesa es deuria al cuiner del mariscal i diplomàtic francès César de Choiseul du Plessis-Praslin (1598–1675). El cuiner, anomenat Clément Jaluzot, es va retirar a Montargis, a 110 km al sud de París, on va obrir una confiteria anomenada Au duc de Praslin (Cal duc de Praslin). La confiteria i el secret de fabricació de la pralina van ser comprats per la família Mazet en 1903, que li va donar fama internacional. El negoci continua viu avui dia.
Aquestes mateixes pralines entren en diverses receptes tradicionals de rebosteria d'altres regions de França. La brioche de Saint-Genix, també anomenada Saint-Genix o gâteau Labully (del cognom del seu inventor), és una brioche rodona amb pralines vermelles senceres. És una especialitat de Savoia creada el 1880 al poble de Saint-Genix-sud-Guiers. Molt semblant és la praluline de Roanne (departament de Loira), inventada el 1955 i elaborada amb pralines roses en trossos, fetes amb ametlles i avellanes. Les pralines en trossos barrejades amb nada fresca són també el farciment de la tradicional tarte aux pralines (pastís amb pralines) de la ciutat de Lió.

## Lespralinesde Louisiana
Els emigrants francesos que es van instal·lar a la Louisiana a partir del segle XVII van adaptar la recepta original de les pralines que ja eren famoses a llur terra d'origen. A la Louisiana abundaven la canya de sucre i les nous de pacà, per la qual cosa el sucre de canya i els pacans van ser els primers ingredients utilitzats. Gradualment l'ametlla va substituir la nou pacana, i la mescla es va enriquir amb crema de llet i mantega per donar-li una consistència més tova i cremosa, semblada a la del dolç de sucre. La pralina de la Nova Orleans esdevingé llavors en una especialitat típicament meridional amb característiques pròpies: la mescla calenta es tira per cullerades individuals sobre uns fogons de marbre perquè es refredi, i es consumeix per tant en racions de la grandària d'una bescuit.

## Lespralinesde Bèlgica (els bombons de xocolata)
A Bèlgica, les pralines són bombons de xocolata farcida, que van ser creats el1912 per Jean Neuhaus, net del fundador de la casa Neuhaus, de renom internacional. Elaboren pralines de formes, sabors i elaboracions tan diverses que va ser impossible de registrar la definició del que és una pralina belga. N'hi ha farcides de praliné, de ganache, de massapà, de crema de diversos perfums, de licor, de fruita confitada o en alcohol o en crema, de tòfona, de fruita seca, etcètera. Altres confiteries belgues de llarga tradició en l'elaboració de pralines són: Godiva i Léonidas.